# 达德利·赫施巴赫
达德利·羅伯特·赫施巴赫（英語：Dudley Robert Herschbach，1932年6月18日—）是一名美国化学家。因为研究化学基元反应体系在位能面运动过程的动力学，与李远哲和约翰·波拉尼共同分享了1986年的诺贝尔化学奖。现在是哈佛大学和德州農工大學的研究教授。